# Cerastis catherina
Cerastis catherina là một loài bướm đêm trong họ Noctuidae.